# وسط (أغنية)
الوسط هي أغنية من قبل منتج الموسيقى الإلكترونية الفرنسي دي جيه سنيك مع المغني البريطاني بايبولار سنشاين. تم نشر الأغنية في 16 تشرين الأول / أكتوبر 2015 إنترسكوب السجلات.

## فيديو كليب الاغنية
صدر فيديو للاغنية في 16 مارس 2016 على قناة يوتيوب لدي جيه سنيك على حساب Vevo. كان من إخراج كولين تيلي ومن بطولة الممثل جوش هوتشرسن والممثلة كيرسي كليمونز.

## وصلات خارجية
- Music video على يوتيوب
- ملف صوتي للأغنية على يوتيوب